# Terwijl jullie nog bij me zijn
Terwijl jullie nog bij me zijn is een single van de Nederlandse rapper Ali B in samenwerking met zanger Ruben Annink uit 2015. Het stond in 2016 als vijftiende track op het album Een klein beetje geluk van Ali B.

## Achtergrond
Terwijl jullie nog bij me zijn is geschreven door Ali Bouali en Willem Laseroms en geproduceerd door Laseroms. Het is een lied uit de genres nederhop en nederpop dat Ali B schreef voor zijn kinderen. In het lied zegt dat zanger dat hij opkijkt tegen het opgroeien van zijn kinderen, omdat als ze volwassener worden steeds minder bij hem zijn. De artiesten lieten het lied voor het eerst ten gehore brengen tijdens een uitzending van De Wereld Draait Door. Bij dit optreden was te zien en te horen dat Ali B erg geëmotioneerd was. De single heeft in Nederland de platina status.

## Hitnoteringen
Het lied had enkele successen in de Nederlandse hitlijsten. Het lied piekte op de tiende plaats in de Single Top 100, waarin het in totaal  negen weken stond. De piekpositie in de Top 40 was de 32e plek. Het was drie weken in de hitlijst te vinden.